# Brechtje van Eijck
Brechtje van Eijck (6 de mayo de 1975) es una deportista neerlandesa que compitió en remo. Su hermana gemela Floortje compitió en el mismo deporte.
Ganó una medalla de bronce en el Campeonato Mundial de Remo de 1997, en la prueba de cuatro scull ligero.

## Palmarés internacional
| Campeonato Mundial | Campeonato Mundial     | Campeonato Mundial | Campeonato Mundial  |
| Año                | Lugar                  | Medalla            | Prueba              |
| ------------------ | ---------------------- | ------------------ | ------------------- |
| 1997               | Aiguebelette (Francia) | Medalla de bronce  | Cuatro scull ligero |